# Orgue
L'orgue (del grec: όργανον, organon, "orgue, instrument, eina") és un aeròfon (instrument de vent) d'un o més cossos sonors, cadascun dels quals és controlat pel seu propi teclat, sigui manual o pedaler. En l'orgue, el so és generat pel pas del vent (aire a pressió) per tubs de diferent longitud, forma, construcció i material, classificats en registres o jocs. En l'actualitat, el vent és generat per un (o més d'un) ventilador elèctric. Antigament, però, el vent era subministrat per un sistema més o menys complex de manxes que eren accionades, mitjançant unes palanques, per una o més persones que assistien l'organista, anomenades manxaires (vegeu en aquest mateix article la fotografia de l'orgue construït per M. Pérez Molero del Museu de la Música de Barcelona). Els diferents registres s'accionen per mitjà d'unes palanques situades a l'abast de la mà de qui toca l'instrument.
A diferència de la majoria d'instruments musicals, l'orgue, no està estandarditzat. Això vol dir que no tots els orgues tenen el mateix nombre de teclats ni de registres, conseqüentment, el nombre de tubs d'un orgue pot variar molt i, conjuntament amb el nombre de teclats i de registres, és un bon indicador de la mida de l'instrument. A Catalunya podem considerar que, en termes generals, un orgue amb un sol teclat manual, amb teclat pedaler o sense, vora mitja dotzena de registres i uns quants centenars de tubs, és un orgue petit (o de dimensions reduïdes); orgues amb dos o tres manuals, pedaler, entre una dotzena i una trentena de registres i entre uns mil i uns dos mil cinc-cents tubs, poden ser considerats orgues de dimensions mitjanes. Orgues d'aquestes dimensions són relativament abundants a casa nostra, en canvi, orgues de dimensions més grans són, en comparació, molt més escassos. L'orgue més gran de Catalunya és el del Palau Nacional de Montjuïc: Amb sis manuals, pedaler, més de 120 registres i cap a uns 11.000 tubs, és, també, el més gran d'Espanya i un dels més grans d'Europa. Avui dia, però, no és operatiu. Els orgues més grans en funcionament a Catalunya són els del Monestir de Montserrat, el de la Catedral de Barcelona i el de la Basílica de Santa Maria de Mataró, tots ells amb quatre manuals, pedaler, una seixantena de registres i uns quatre mil tubs. Així doncs, l'orgue és considerat l'instrument musical més gran, tant pel que fa a les seves dimensions físiques, com a la seva varietat i riquesa tímbriques i al fet de ser l'únic instrument que abasta tots els sons musicals audibles, des de les notes més profundes (greus) fins a les més remotes (agudes). S'ha dit, de l'orgue, que és el "rei dels instruments", frase que s'atribueix a Wolfgang Amadeus Mozart.

## Història

### Edat antiga i edat mitjana

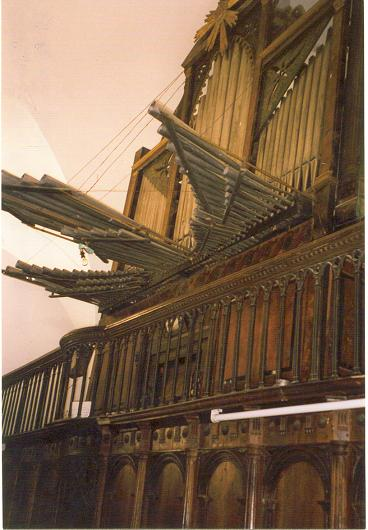
L'orgue de l'església parroquial d'Ayerbe té 56 tecles i els tubs dels extrems van en disminució cap al centre i d'aquest sorgeixen altres tubs que superen a aquells en longitud.

El primer orgue fou construït per Ctesibi l'any 246 aC a Alexandria i es denominà hydraulis (ὕδραυλις). Malgrat el seu nom, l'única finalitat de l'aigua era la de mantenir el vent sota pressió. De fet, l'hydraulis comptava amb dues bombes de pistó, accionades per dos manxaires, que aspiraven l'aire i el dirigien cap a un dipòsit metàl·lic ple d'aigua. Allí, el líquid desplaçat per l'aire li donava, a aquest últim, la pressió necessària. Llavors aquest vent era dirigit cap als tubs de l'instrument. Al segle ii aC ja trobem orgues amb fins a vuit registres, accionats per palanques, que es podien utilitzar per separat o en combinació. Cada registre estava format per divuit tubs, això vol dir que aquells orgues tenien divuit notes que s'accionaven amb unes palanques que, tot i tenir la mateixa funció, no tenien res a veure amb les tecles actuals.

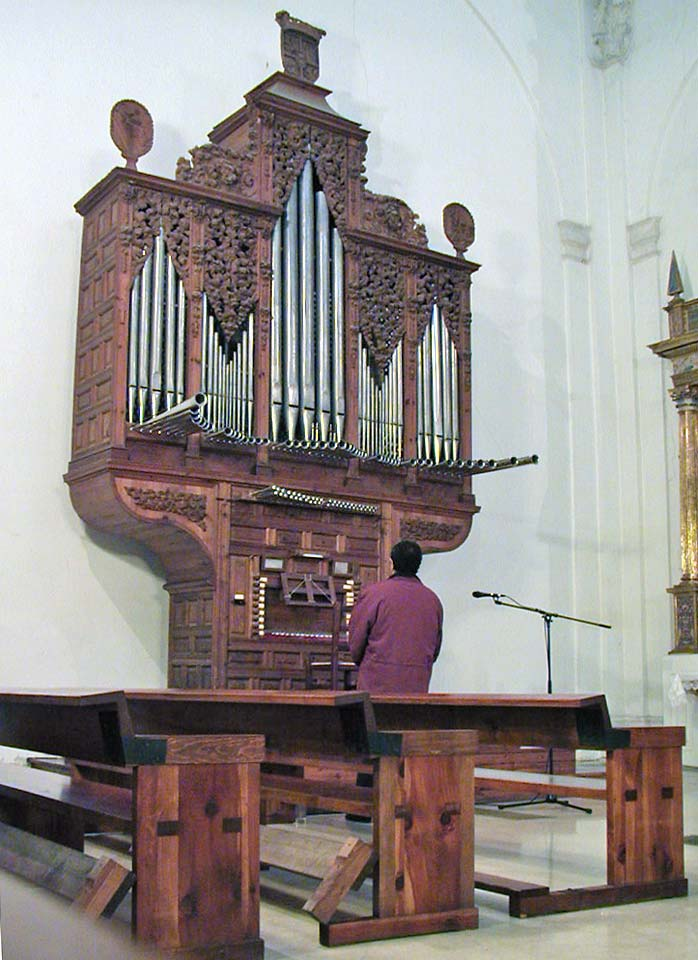
Orgue barroc del monestir de las Huelgas (Valladolid), c. 1706. Obra de Juan Casado Valdivielso.

L'orgue entra a la cultura romana l'any 67 dC de la mà de l'emperador Neró i esdevé un instrument popular entre la població romana. Al segle ii dC s'esmenta per primera vegada l'organum pneumaticum, instrument en el qual, a diferència de l'hydraulis, el vent és subministrat per manxes de pell. Precisament, l'orgue més antic que es conserva, el d'Aquíncum, una colònia romana de l'actual Hongria, és de manxes i data de l'any 228 dC. L'orgue pneumàtic té l'avantatge de mantenir més constant la pressió del vent que no pas l'hidràulic. Així, a poc a poc, l'hydraulis anirà desapareixent i, de fet, sembla que l'últim orgue hidràulic va ser construït pel Papa Silvestre II al segle x i va estar instal·lat a la catedral de Reims fins a l'any 1125.
Amb la caiguda de l'imperi Romà, el rastre de l'orgue desapareix de l'Europa occidental. L'instrument, però, sobreviurà a l'Imperi Romà d'Orient on gaudia d'una gran popularitat. Així, per exemple, a l'obelisc erigit per Teodosi al segle iv a Constantinoble (actual Istanbul) hi trobem representats dos orgues pneumàtics. De l'Imperi Romà d'Orient, l'orgue, arribarà als califats de Bagdad, el Caire i Còrdova.
L'any 757, l'emperador romà d'Orient Constantí V va oferir a Pipí, rei dels francs, un orgue. En aquell temps l'orgue era un instrument desconegut al regne Franc. L'any 812, Carlemany manà construir un orgue per a l'església d'Aquisgrà. La construcció d'aquests dos instruments va ser suficient per impulsar els artesans i, cap a finals del segle ix, l'orgueneria s'havia establert a les actuals França i Alemanya. Una altra via de reintroducció de l'orgue fou a través d'al-Àndalus de la mà de Gerbert d'Orlhac (v. 945-1003), futur Papa Silvestre II, que es va iniciar en l'orgueneria a Còrdova. Durant aquests segles i els següents, ens ha arribat poca informació sobre l'estat de l'orgue, però sabem que a la segona meitat del segle x se'n construeix un a Winchester amb quatre-cents tubs. Molt probablement era l'orgue més gran construït des de la invenció de l'instrument.
En el concili de Milà, l'any 1287, s'admet l'orgue com a instrument d'acompanyament en les cerimònies del culte. Fins aleshores, l'orgue, havia estat jutjat des de diferents punts de vista, ja que, alguns eclesiàstics, el veien com un instrument pagà. Cal dir, però, que aquesta admissió no tindrà efecte a l'Església d'Orient, separada de la romana, que no havia acceptat mai cap instrument (llevat dels címbals) a la seva litúrgia. Així, a l'Imperi Romà d'Orient, l'orgue continuà sent un instrument pagà fins a la presa de Constantinoble per part dels turcs l'any 1453, moment en què l'orgue desapareix d'orient.

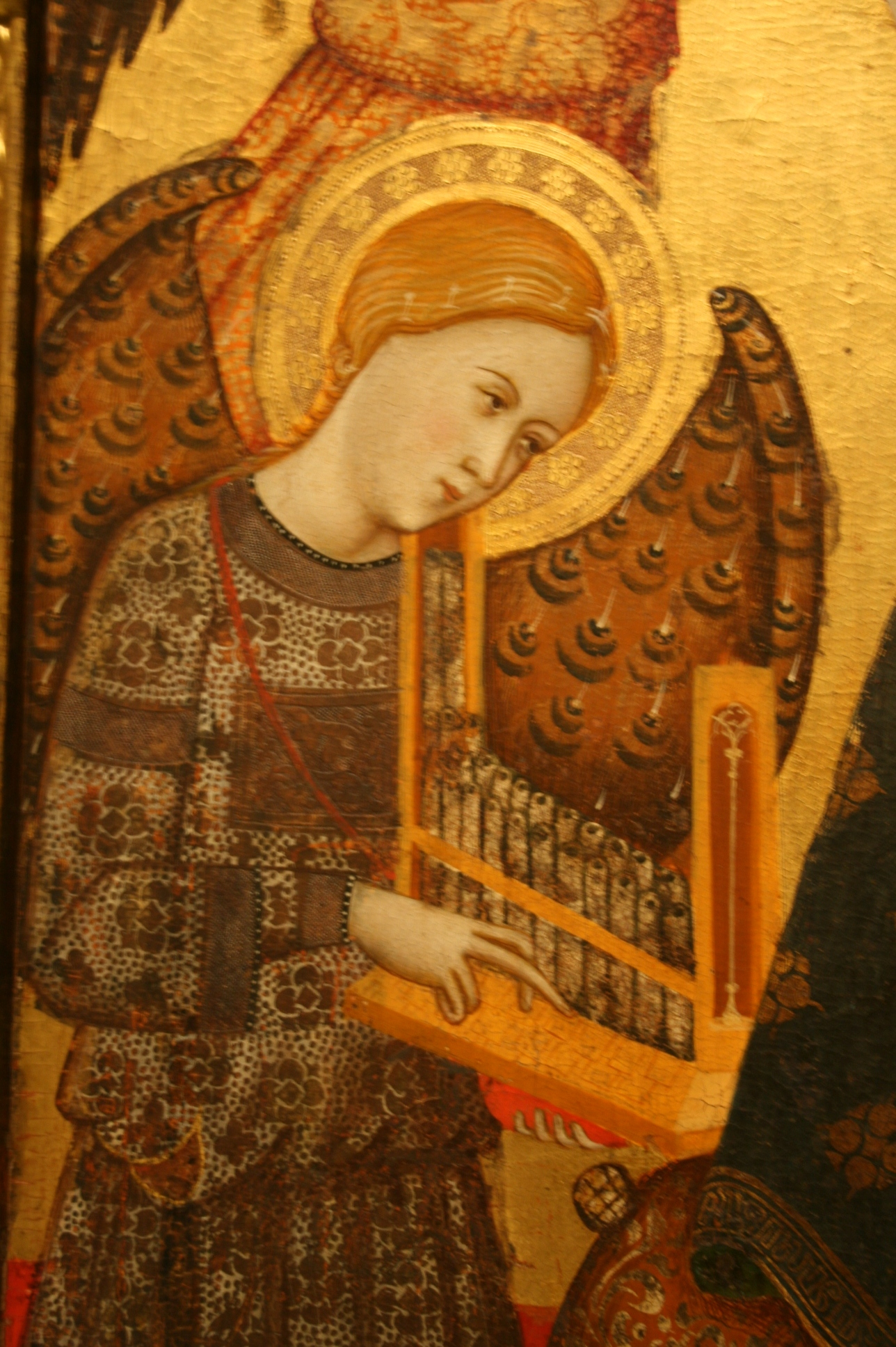
Àngel tocant un orgue portatiu en un retaule de Llorenç Saragossà, del darrer quart del. MNAC. Es pot observar com l'instrument, que es penjava de l'espatlla de l'organista mitjançant una corretja, es manxava amb la mà esquerra i es tocava amb la dreta.

Fins al segle xiii, la majoria d'orgues que es construïen eren de petites dimensions i mòbils. Avui en dia els anomenem orgues positius pel fet que es poden posar damunt d'una taula o a peu pla. Els instruments construïts fins aquelles dates, o bé tenien unes tecles molt grosses i rudimentàries que s'havien de tocar amb els punys, o bé tenien en el seu lloc unes tiges accionades per uns tiradors que necessitaven, també, tota la mà per ser mogudes. Els registres, existents ja en els primers segles d'història de l'orgue, havien desaparegut i les manxes eren tan feixugues que, en les representacions de l'època, podem veure fins a quatre manxaires i dos organistes per fer anar un orgue de dimensions molt reduïdes. A partir del concili de Milà, però, l'ús de l'orgue a les esglésies comença a generalitzar-se, es comencen a construir orgues de dimensions més grans i, per tant, fixos, que ocupen un lloc planificat dins dels temples. Això donarà lloc a una acceleració en l'evolució de l'instrument.
Al segle xiv, les manxes es fan més lleugeres i les tecles més estretes i amb menys caiguda, això possibilita l'ús dels dits, en comptes dels punys, per tocar el teclat. En conseqüència, el nombre de tecles augmenta arribant a cobrir una extensió de dues i, a vegades, fins a tres octaves. També en aquesta època es comencen a fer teclats cromàtics (fins aleshores havien sigut sempre diatònics). Una altra conseqüència d'aquests avenços fou l'aparició de l'orgue portatiu o orgue de coll, ja que es passava pel coll i es penjava de l'espatlla de l'organista, aquest manxava amb la mà esquerra mentre amb la dreta tocava l'instrument. S'han trobat nombroses representacions, tant pictòriques com escultòriques, d'orgues portatius des de mitjan segle xiv, com la que es pot veure en un dels capitells del claustre del monestir de Santa Maria de Ripoll, o com la que poden veure més avall, en un retaule del darrer quart del segle xiv. Sembla que l'orgue portatiu va continuar en ús fins a mitjan segle xviii. Cal advertir, però, que les fonts escrites de l'època, sovint, no fan distinció entre orgues portatius i orgues positius.
L'orgue de la catedral de Halberstadt (actual Alemanya), construït el 1361, tenia tres teclats manuals cadascun dels quals comandava un secret propi (o cos sonor). Aquest fou el primer orgue que tenia més d'un teclat. Aproximadament un segle després, cap a l'any 1470 (o 1471), un orguener alemany, anomenat Bernhard, inventa el teclat pedaler. Els primers pedalers tenien vuit notes, això és de do a si (set notes) més el si bemoll, tal com era, també, l'octava més greu dels manuals. Aquesta octava amb vuit notes, en comptes de dotze, s'anomena octava curta. Paral·lelament, al llarg del segle xv, es tornen a introduir els registres. Fins llavors, tots els jocs de l'orgue sonaven alhora sense poder-se destriar els uns dels altres. El primer joc, o filera de tubs, a tenir registre propi fou el flautat, que és el registre més greu o fonamental. Posteriorment, s'independitzaren els harmònics superiors: octava, dotzena, quinzena… quedant la mixtura, un registre compost per diverses fileres de tubs, com a testimoni d'aquells temps que ha sobreviscut fins avui.

### Edat moderna

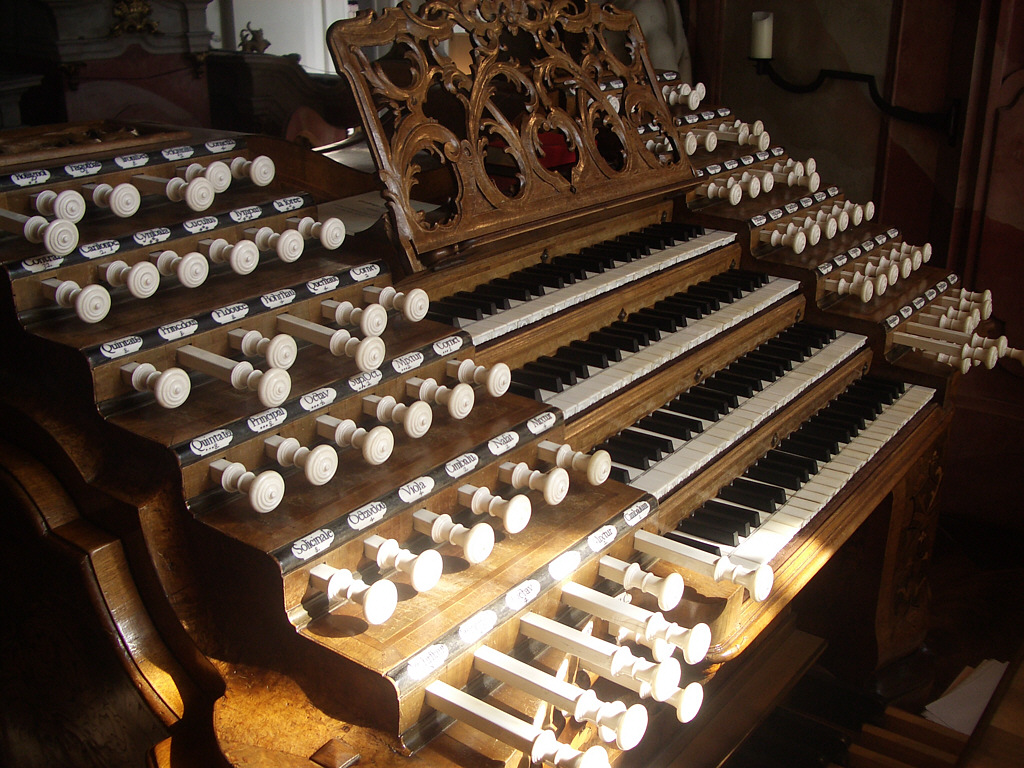
Consola de l'orgue de la basílica de Sant Martí, de Weingarten,(Alemanya) obra de Joseph Gabler (1750). Al mig s'observen quatre teclats manuals i, a dreta i esquerra, els tiradors corresponents als registres. Al damunt del quart teclat manual es troba el faristol.

A principis del segle xvi s'introdueixen dues noves famílies de registres: Les flautes i la llengüeteria. També se li afegeix la cadireta, com poden veure en diverses fotografies al llarg de l'article. L'origen d'aquest cos sonor nou l'hem d'anar a buscar en l'orgue positiu: en aquells temps, les catedrals i les esglésies més importants acostumaven a tenir dos orgues, un de més gran i fix, i un altre de mòbil. Aquest últim va passar a formar part de l'orgue fix mitjançant un teclat manual independent (normalment el primer o inferior) i, així, va néixer la cadireta. Convé dir que tots aquests canvis que l'orgue va sofrir, foren deguts, en última instància, a l'evolució de la música i a les innovacions tecnològiques, especialment pel que fa a la transmissió, i foren sempre fruit de l'experimentació, perquè, encara que avui en dia parlem d'harmònics, en aquella època no es tenien coneixements sobre la naturalesa física del so. Així doncs, l'orgue arriba al segle xvi tal com avui dia es pot reconèixer: exteriorment tancat en una caixa de fusta decorada i proveïda de grans portes (també decorades i pintades, es podien tancar, aleshores l'orgue passava a assemblar-se a un retaule), amb diversos teclats manuals sobreposats i teclat pedaler i amb registres de tres famílies tímbricament diferenciades, això és, flautats, flautes i llengüeteria. Es considera que aquest és el punt d'arrencada de l'orgue barroc.
A partir de mitjan segle xvi, va començar el que s'ha anomenat "nacionalització" de l'orgue, és a dir, fins aleshores els orgues havien sigut molt similars entre si a tots els països europeus, però a partir d'aquell moment, cada nació comença a desenvolupar unes característiques que seran pròpies i així neix el concepte d'orgue català, castellà, francès, etc. De fet, aquesta diferenciació nacional serà una de les característiques definidores de l'orgue barroc, ja que apareix a mitjan segle xvi, just amb l'inici del moviment barroc i desapareixerà al llarg del segle xix, moment en què l'orgue barroc donarà pas a l'orgue romàntic. Les principals diferències van aparèixer en el camp dels registres, sobretot en les famílies de les flautes i de la llengüeteria, això va donar lloc a una clara diferenciació tímbrica entre els orgues de cada nació europea. També, mentre els teclats manuals arribaven a cobrir una extensió de poc més de quatre octaves (51 notes), el teclat pedaler era molt diferent entre un país i un altre. Així, mentre que a Alemanya, França i els Països Baixos, el pedaler cobria l'extensió de poc més de dues octaves (27 notes), a la península Ibèrica no passava d'una octava (8 notes) i a les illes britàniques el pedaler fou inexistent fins al final del segle xviii.
Al llarg dels segles xvii i XVIII els avenços tecnològics no són, en comparació amb els segles anteriors, tan nombrosos. Cal destacar, però, la invenció del manòmetre, l'any 1661 per Christiaan Huygens, que permetia mesurar la pressió del vent. A partir d'aquesta invenció, els esforços es van dirigir cap a assegurar una pressió uniforme i constant, fet que no s'aconseguí fins a l'any 1762 quan un rellotger anglès, anomenat Cumming, va inventar el dipòsit de vent continu, que va ser posat en pràctica per primera vegada en un orgue construït l'any 1787 pel marquès de Bute. L'any 1712, l'orguener londinenc Abraham Jordan va inventar la caixa expressiva a l'orgue de l'església de Sant Magnus, a Londres, introduint els tubs d'un dels teclats en una caixa de fusta proveïda de persianes que es podien obrir o tancar a voluntat de l'organista mitjançant un pedal. Aquest avenç ben aviat va gaudir d'una gran popularitat a les illes britàniques, però no a l'Europa continental on cinquanta anys després de la seva invenció encara era gairebé desconeguda. En l'orgue construït l'any 1789 a la capella de l'hospital de Greenwich, Samuel Green, orguener londinenc, va millorar la caixa expressiva amb la introducció de les persianes venecianes, encara vigents avui en dia. L'any 1766 es publica "L'Art du Facteur d'Orgues" del monjo benedictí francès Dom Bedos de Celles, aquest és el primer tractat d'orgueneria que s'escriu des d'una òptica científica, donant instruccions exactes i precises sobre la construcció d'orgues. També al segle xvii té lloc, a Alemanya, la invenció d'una nova família de registres: les gambes (abreviació de l'italià "viola da gamba"). La seva introducció en orgues al llarg dels segles xvii i XVIII, però, va ser tímida i es va donar bàsicament només a Alemanya i no serà fins al segle xix que el seu ús es generalitzarà.

### Edat contemporània

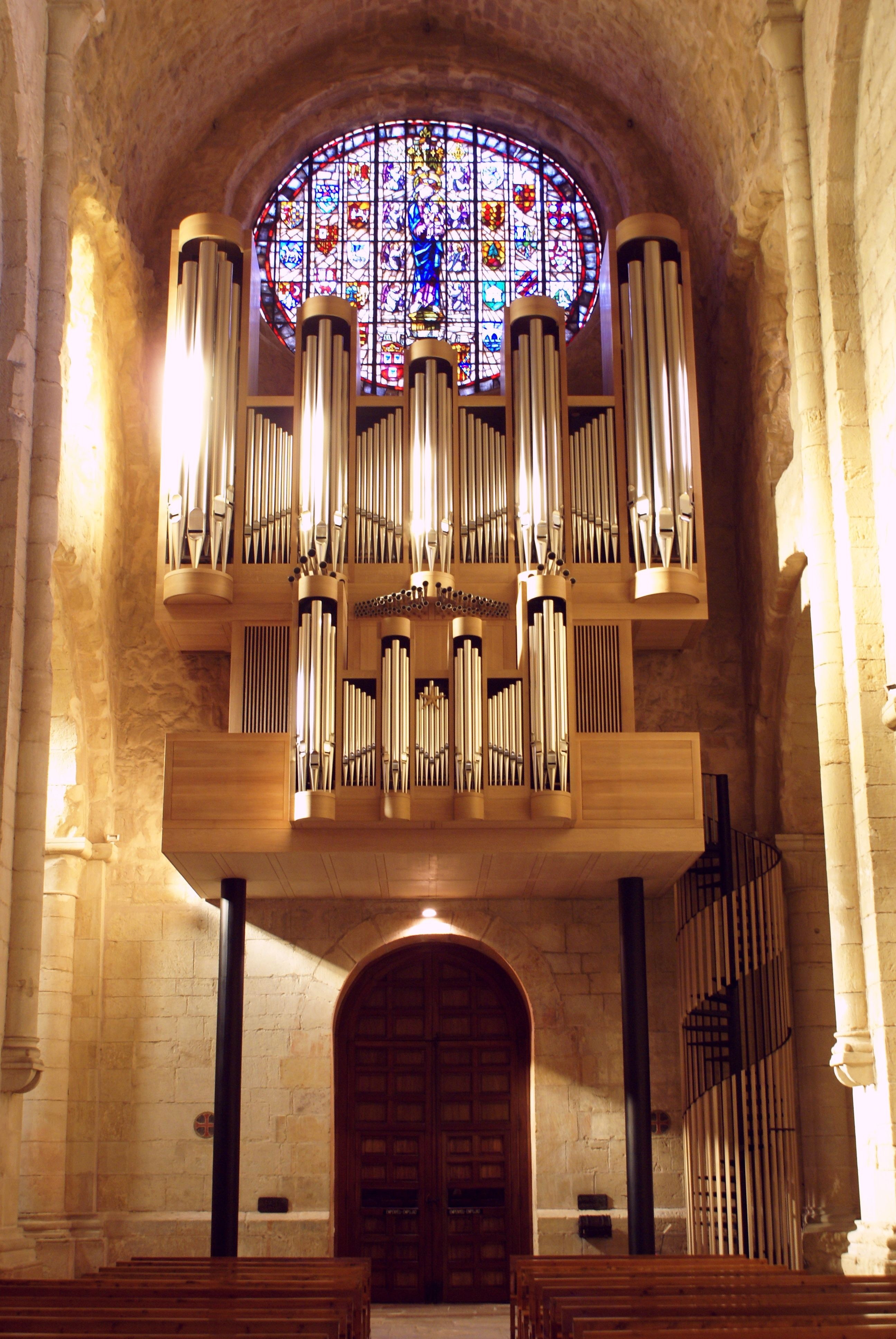
Orgue Metzler de Poblet (2012)

Els grans orgues (alguns amb fins a quatre teclats manuals) que s'havien construït a tot Europa al llarg del segle xviii eren, però, molt feixucs de tocar, sobretot quan s'unien els teclats tal com es pot llegir en nombroses cròniques de l'època. Al llarg del segle xix, però, se succeeixen una sèrie d'avenços tecnològics per tal de reduir la força que calia fer per tocar. Així doncs, l'any 1827, l'orguener Joseph Booth de Wakefield (West Yorkshire) introduí, per primera vegada, l'assistència pneumàtica a l'orgue construït per a l'església d'Attercliffe (Sheffield). L'any 1832, l'orguener Charles S. Barker de Bath (Somerset) inventà la màquina pneumàtica (anomenada, també, màquina Barker) que patentà l'any 1839. Aquell mateix any va introduir la seva invenció, per primera vegada, en l'orgue de la basílica de Saint-Denis (prop de París) que estava construint l'orguener francès Aristide Cavaillé-Coll. L'any 1852, l'orguener londinenc Henry J. Gauntlett patentà la transmissió elèctrica i el 1864, l'orguener francès Albert Peschard, en col·laboració amb Barker, patentà la transmissió electro-pneumàtica, que van instal·lar, per primera vegada, en l'orgue del Salon de Marsella l'any 1866. L'any 1869, l'oguener Edwin H. Pulbrook, de Surrey, va patentar la transmissió tubular pneumàtica. Paral·lelament, els orgueners són cada cop més conscients de la naturalesa física del so, així doncs, el 1868 Aristide Cavaillé-Coll introdueix la vint-i-unena, registre que corrobora el setè harmònic, en l'orgue de la catedral de Notre-Dame, París. Aquest registre havia sigut inexistent en els orgues construïts abans d'aquesta data, la raó és que la ciència encara no havia pogut explicar satisfactòriament el fenomen acústic dels sons musicals i que, per altra banda, els orgueners no havien pogut arribar a introduir aquest registre seguint les seves pràctiques tradicionals.
Al segon quart del segle xix, doncs, l'orgue, impulsat en part per les innovacions tècniques recents i en part per un major coneixement científic de la naturalesa del so, abandona el període barroc per començar el romanticisme. Els instruments creixen en grandària, arribant-se a construir orgues amb fins a cinc i, excepcionalment, sis teclats manuals de cinc octaves (61 notes) cadascun, el pedaler arriba a les dues octaves i mitja (32 notes) d'extensió, es construeixen nous registres amb noves sonoritats i es generalitza l'ús de les caixes expressives. És per aquest motiu que alguns autors anomenen l'orgue romàntic, també, orgue simfònic o romanticosimfònic, per les creixents possibilitats expressives dels nous orgues construïts en aquelles dates. A finals del segle xix es comença a introduir l'ús de màquines de vapor, motors dièsel i ventiladors elèctrics per generar el vent i substituir les manxes tradicionals. Al cap de pocs anys, doncs, es generalitzarà l'ús dels ventiladors elèctrics i desapareixerà la figura del manxaire, que era la persona encarregada de subministrar el vent a l'orgue bo i manxant.
Els avenços en la transmissió van permetre la construcció d'orgues en auditoris i sales de concert on, a causa del gran espai, es necessitaven instruments molt grans en els que, habitualment, els tubs quedaven molt distanciats de la consola. Sembla que el primer orgue en un auditori fou el de St. George's Hall, Liverpool, construït per Henry Willis l'any 1855. A partir d'aquesta data es va popularitzar molt la construcció d'orgues en sales de concert, sobretot a la Gran Bretanya (i algunes de les seves colònies) i als Estats Units. Precísament, l'orgue més gran del món és el que hi ha al Convention Hall (actualment reanomenat Boardwalk Hall) d'Atlantic City (Nova Jersey), EUA, que, construït entre els anys 1929 i 1932 per la Midmer-Losh (Nova York), té set teclats manuals i més de 33.000 tubs, però avui dia funciona, només, parcialment. La proliferació d'aquests orgues va conduir als Estats Units, durant la primera meitat del segle xx, a l'aparició dels theatre organ, instruments encaminats a imitar l'orquestra simfònica i en els que l'organista prenia la funció d'home-orquestra. Un altre tipus d'orgue que neix arran de les innovacions tecnològiques és l'orguenet (o organola) invenció de l'orguener francoitalià Gavioli vers el 1850, que va patentar l'any 1892. Als Països Baixos aquest tipus d'instrument encara és molt popular i es coneix amb el nom de Draaiorgel.
L'estètica romàntica va continuar vigent fins a mitjan segle xx, moment en la qual és substituïda pel neobarroc. L'origen d'aquest moviment s'ha d'anar a buscar als anys vint del segle xx, en l'orgelbewegung (abreviació de l'alemany: Orgel-Erneuerungsbewegung, "moviment de renovació de l'orgue") que advocava pel retorn a l'orgue barroc, amb transmissió mecànica i amb la sonoritat que li era pròpia en aquella època i, per tant, per l'abandonament dels registres apareguts durant el romanticisme i de les innovacions tecnològiques més recents. El moviment neobarroc, nascut, doncs, a Alemanya, es va estendre ràpidament i es va caracteritzar per una forta beligerància en la defensa de les seves idees fins al punt que orgues d'estètica romàntica eren modificats per tal d'esdevenir neobarrocs. No fou fins a les últimes dècades del segle xx, però, que es van començar a valorar les aportacions històriques de cada període i a defensar que cada orgue es conservés en la seva forma original.

### Història de l'orgue a Catalunya
La primera referència històrica de l'orgue a Catalunya és de l'any 888 a l'església parroquial de Sant Andreu de Tona, si bé els experts consideren que en realitat es tractava d'un llibre (organa) i no pas d'un instrument musical. La segona referència data de l'any 972 al monestir de Sant Benet de Bages i en aquest cas sí que es pot afirmar que es tractava d'un orgue. Fins a l'any 1259 (quan Guillem de Lacera fa constar que havia regalat un orgue a la seu de Barcelona) no hi torna a haver cap menció a l'instrument a Catalunya i també per aquestes dates (1279) es té constància del primer orguener català, Pedro Muniz, que treballà a la catedral de Lleida. Així doncs, a partir del darrer quart del segle xiii es constata ja a Catalunya una notable activitat en el camp de l'orgueneria i, tal com succeeix a la resta d'Europa, la majoria d'orgueners són clergues, fet que serà habitual fins a finals del segle xviii. També es constata l'aparició de nissagues d'orgueners (fet que ha perdurat fins a l'actualitat) i, sobretot a partir del segle xv, l'arribada d'orgueners estrangers com els alemanys Leonard Martí i Joan Spinn von Noyern (àlies Joan Spindelnoguera o Joan Alemany) i a mitjan segle xvi els orgueners flamencs Pere Flamench i Pere Bordons entre d'altres que, evidentment, conviuran amb orgueners autòctons com Martirià Prats, Pau Rosell, Miquel Narcís i Gaspar Roig entre molts d'altres.
Alguns dels primers testimonis que ens han arribat són les caixes dels orgues de les catedrals de Perpinyà (1506), Barcelona (1540, obra del fuster Antoni Carbonell) i Tarragona (1567, obra de l'arquitecte Jaume Amigó, les escultures són de Pere Ostris i Jeroni Xanxo i les pintures de les portes de Pere Pau de Montalbergo i Pere Serafí), d'estil gòtic la primera i renaixentistes les altres. També ens han arribat les portes de l'orgue de la catedral de Barcelona (1540), pintades per Pere Serafí, i que avui es conserven en el museu de la catedral. De totes maneres, llevat de les caixes, les portes i algun tub de la façana, aquests orgues han patit moltes intervencions i modificacions al llarg de la història i, per tant, hem de tenir en compte que del treball original dels orgueners Pere Flamench (en el cas de l'orgue de la catedral de Barcelona) i Pere Rabassa i Salvador Estada (en el de l'orgue de la catedral de Tarragona) no en resti res.
Catalunya no és aliena al procés evolutiu que, durant aquests segles, experimenta l'orgue a escala europea. Així doncs, al segle xvi s'inicia el període que es coneix amb el nom de clàssic o barroc i que es mantindrà ben bé fins al primer terç del segle xix. Durant aquest període, sobretot a partir del darrer quart del segle xvi, els orgues que es construeixen a Catalunya, al País Valencià i a les Illes Balears mantindran un estil propi diferenciat de la resta d'orgues que es construïen en altres punts del continent europeu. Aquest fet, típic a totes les nacions europees durant el barroc, donarà lloc al que posteriorment s'ha conegut com a orgue català o orgue barroc català. Els trets més característics de l'orgue català són, resumidament: l'orgue se situa en una posició elevada i propera a l'altar major (no pas al cor de les esglésies com era habitual en molts altres llocs) i la façana de l'instrument acostuma a ser plana, sovint tenia dos cossos sonors diferenciats: el cos major o principal (anomenat orgue major) situat en un pla posterior i comandat des del segon teclat manual (superior) de l'instrument i el cos menor (anomenat cadireta) situat en primer pla i comandat pel primer teclat manual (inferior), els tubs corresponents al teclat pedaler se situaven simètricament a dreta i esquerra del cos principal, l'octava més greu dels teclats manuals, així com el teclat pedaler, era curta (això és que només tenien les tecles blanques més el si bemoll), els registres són habitualment sencers (cobreixen tota l'extensió del teclat) i no és fins a mitjan segle xvii que es comencen a introduir els registres partits (que només afecten la meitat dreta o esquerra del teclat i que eren molt habituals en l'orgue castellà), tampoc fou habitual a Catalunya la trompeteria exterior (tan habitual en terres castellanes i anomenada trompeteria de batalla o, simplement, batalla) fins al segon terç del segle xviii.
Del segle xvii ens han arribat a casa nostra alguns testimonis com ara el positiu conservat al Museu de la Música de Barcelona (MDMB 592) provinent d'un monestir aragonès i datat de la segona meitat del segle xvii però, sens dubte, destaca l'orgue de l'església de Nostra Senyora de l'Esperança de Cadaqués, construït entre els anys 1689 i 1691 per l'orguener Josep Boscà i Serinyena, que es manté en la seva concepció original i, per tant, podem dir que és l'orgue més antic de Catalunya. L'orgue de Cadaqués consta de dos teclats manuals de quatre octaves d'extensió (entre 42 i 45 notes), amb octava curta i amb un teclat pedaler de 8 notes (per tant, també d'octava curta, cosa que era molt habitual en aquelles dates) i 22 registres (si bé hi ha lloc per a 5 mitjos registres de batalla els tubs dels quals no van ser col·locats), a més, també conserva les portes. Altres orgues del segle xvii que han sobreviscut són els de l'església de Sant Bartomeu i Santa Tecla de Sitges (1696-1697, obra de fra Bartomeu Triay) del que només ens ha arribat la caixa de l'escultor Joan Roig i l'orgue menor de la Basílica de Santa Maria del Mar de Barcelona, que és anònim però sembla de finals de segle i ens ha arribat gairebé en la seva forma original. Del segle xviii ja ens han arribat alguns testimonis més, dels quals podem destacar l'orgue de l'església de Sant Pere Apòstol de Torredembarra (1705, obra dels germans Jaume i Sebastià Guilla) que ens ha arribat gairebé original, el de l'església de Santa Maria la Major de Montblanc obra de dos orgueners (Josep Boscà i Serinyena 1703-1704 i Antoni Boscà i Llorens 1750-1752) que ha arribat a l'actualitat amb força reformes, el de l'església de Sant Miquèu de Vielha e Mijaran (1778, obra de Josep Vicens) ha arribat amb alguna reforma i l'orgue de l'església de Sant Miquel Arcàngel de Torroja del Priorat (1799, obra de Joan Pere Cavaillé) que ha arribat gairebé en la seva forma original.

## Funcionament

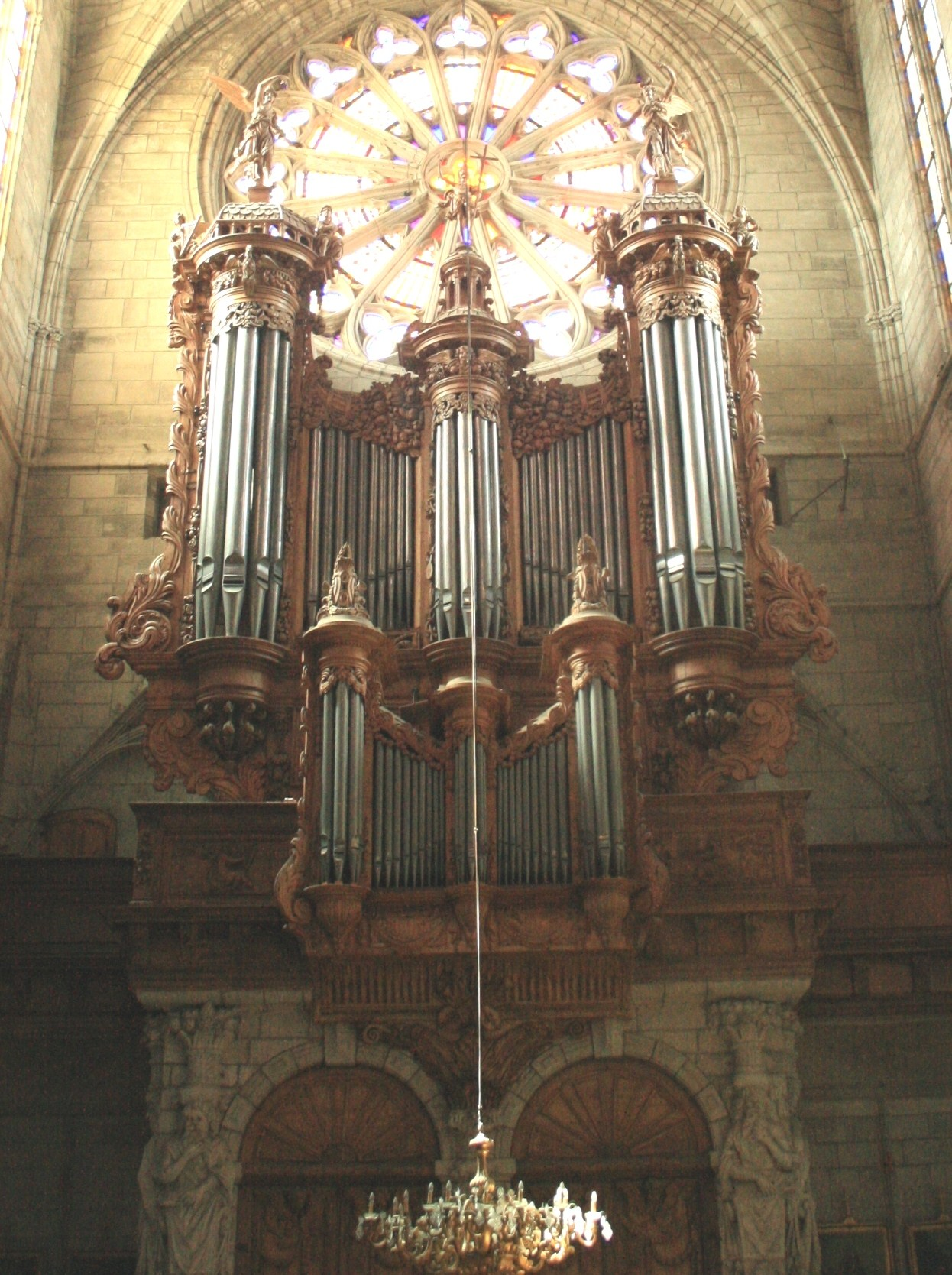
Orgue de la catedral de Besiers, (Llenguadoc)

Per explicar el funcionament d'un orgue de tubs, cal explicar primer les parts principals de les quals consta l'instrument:
1. Caixa: Estructura que sosté a l'instrument amb finalitats funcionals i estètiques.
2. Consola: Estructura que conté tots els comandaments que utilitza l'organista per tocar, i les seves parts són:
  1. Manual: Teclat (o teclats) que es toquen amb les mans.
  2. Pedalera: Teclat que es toca amb els peus.
  3. Jocs o Registres: Botons o palanques que seleccionen el tipus de so o timbre desitjat
3. Canonada: Conjunt de tubs o flautes de diferents longituds i materials encarregades de produir el so.
4. Salmer o Secret: Caixa proveïda d'un sistema de vàlvules i canals d'aire en la qual es recolzen els tubs de l'orgue.
5. Mecanisme: Sistema que vincula els moviments dels teclats i altres comandaments de la consola cap al secret.
6. Manxes: Aparell que proveeix d'aire a l'orgue per al seu funcionament, aquests poden ser accionats manualment o amb motor elèctric.
7. Tubs: Són el que fa que l'aire surti i el soroll sigui produït.

Els tubs s'organitzen en jocs o registres (conjunt de tubs de timbre similar però amb longituds diferents, els més llargs sonen més greu mentre que els més curts sonen més agut).

## L'orgue en la música culta europea

### Com a solista

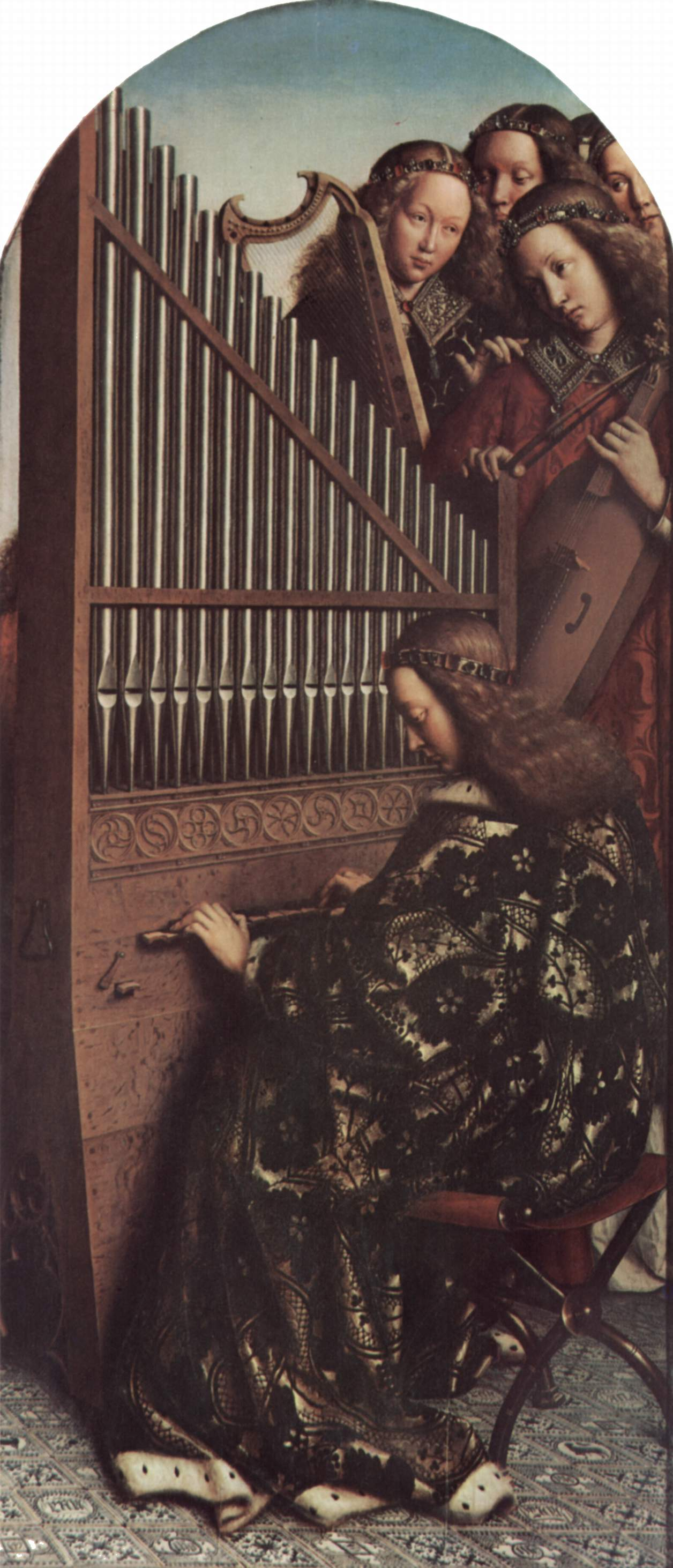
Representació pictòrica d'Hubert Van Eyck

En la música culta europea l'orgue, com a part solista o tocat sol, ha gaudit de la defensa de grans compositors que van dedicar-li obres cèlebres, sobretot en l'època barroca, edat d'or de l'instrument, destacant l'aportació de Johann Sebastian Bach.

#### Renaixement
Ja en l'edat mitjana va haver-hi col·leccions de peces per a orgue sol, conduint, en el Renaixement, a la seua primera edat d'or. Antonio de Cabezón (1500-1566) és un dels millors organistes de la seua època i un dels més destacables en l'àmbit hispànic. Per a l'orgue va escriure tientos, pasacalles, variacions, etc.

#### Barroc

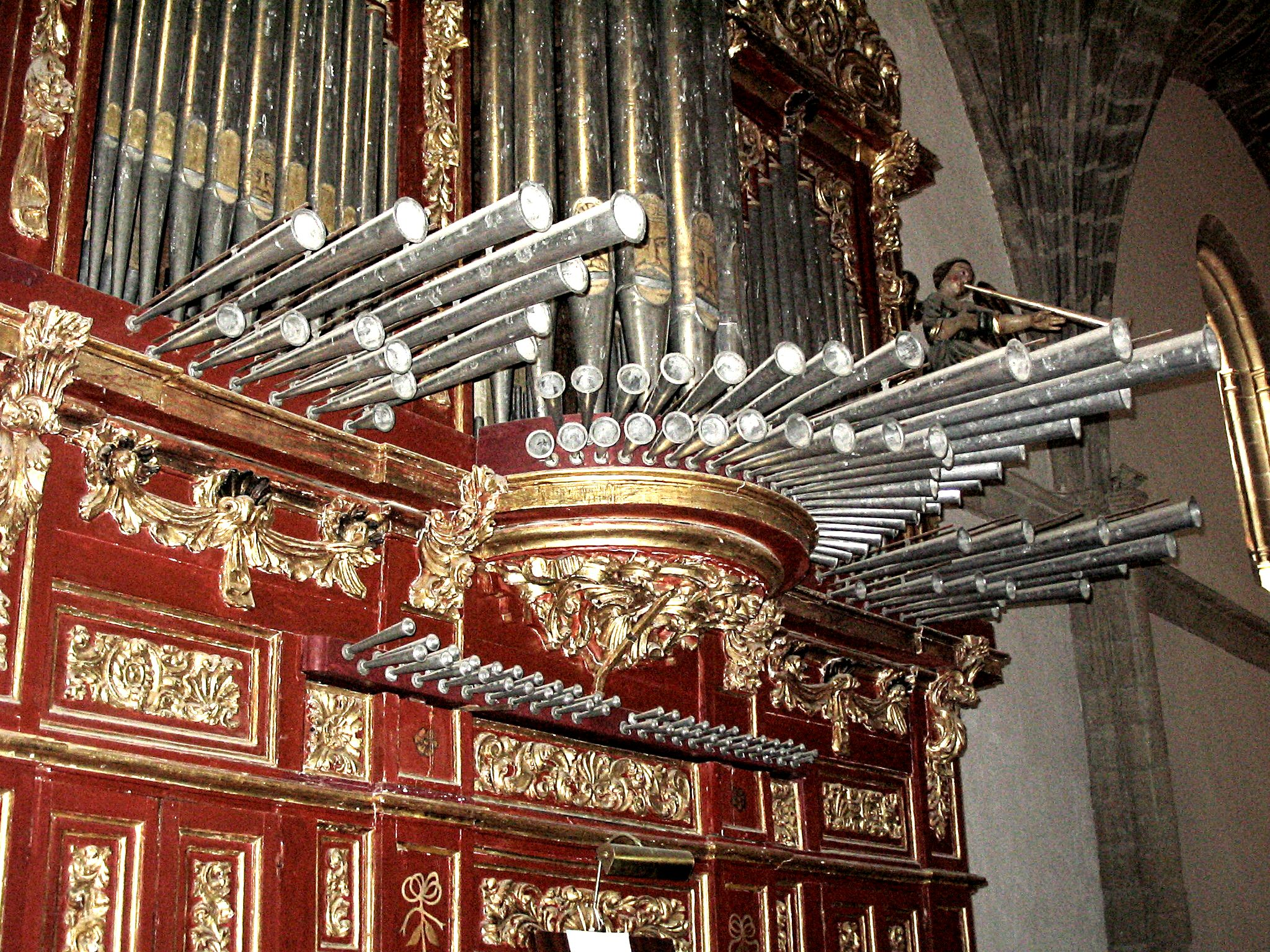
Detall dels tubs de trompeteria (horitzontals), típics de l'orgue hispànic, en l'orgue de la catedral de Trujillo (Càceres)

En el barroc l'orgue va tenir el seu apogeu i època daurada, tant pel que fa als intèrprets, compositors i orgueners.
A Itàlia destaca la figura de Frescobaldi (1585-1641), amb la seua obra Fiori musicali (1635), una de les obres més importants per a teclat.
En els Països Baixos hi ha un altre il·lustre exemple amb P. J. Piertechik, que juntament amb Frescobaldi són els dos primers genis de la literatura barroca del teclat.
A França hi va aparéixer entre 1660 i 1720 una vertadera escola d'orgue, el més il·lustre exponent de la qual va ser F. Couperin (1668-1733). Després l'orgue va perdre prestigi i l'escola va desaparèixer davant la indiferència dels grans compositors, com ara J. P. Rameau (1683-1764). El 1790 l'escola ja està en plena decadència, quedant només compositors menors.
A Espanya hi ha bastants figures destacables durant tot el període, des de Francisco Correa de Arauxo fins a Antoni Soler i Ramos (1729-1783). Aquest darrer ha deixat la producció organística espanyola i catalana més important del segle xviii. Al Museu de la Música de Barcelona estan exposats de manera permanent els orgues de Manuel Pérez Molero i l'orgue de ressort de Diego Evans, entre d'altres.

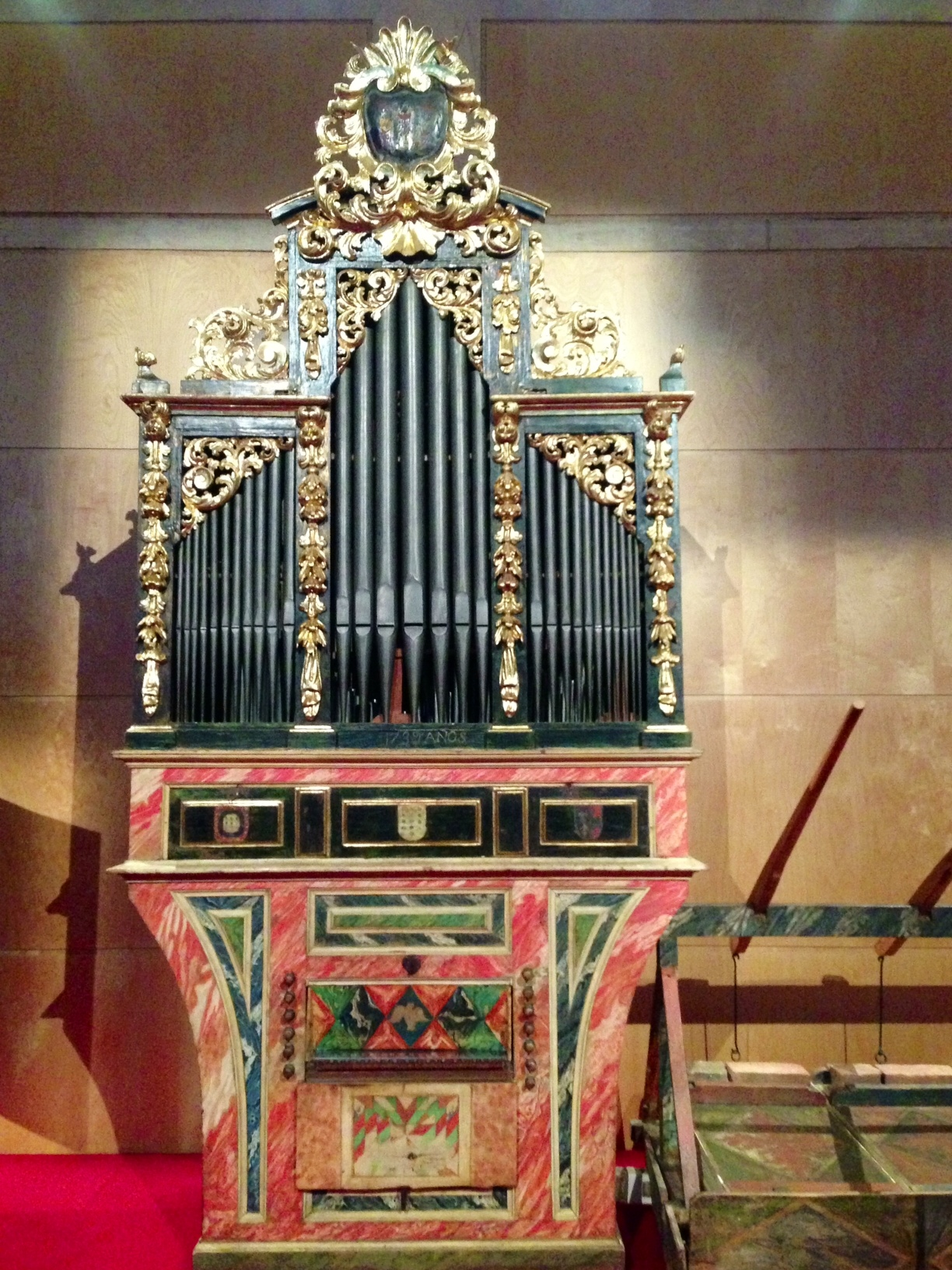
Orgue construït per Manuel Pérez Molero el 1719 i que es conserva al Museu de la Música de Barcelona. A la dreta del cos de l'orgue es poden observar dues de les tres manxes cuneïformes de què disposa l'intrument i, damunt d'elles, dues de les palanques que s'empren per inflar-les. Un pes situat al damunt de cada manxa (visible a la fotografia) s'encarrega de donar pressió a l'aire contingut en ella. El manxaire ha de procurar d'anar inflant les manxes de forma alternada per tal d'assegurar un subministrament continu de vent, ja que l'orgue no disposa de cap dipòsit.

A Anglaterra els dos més il·lustres representants són Purcell (1659-1695), qui va compondre peces de temàtica lliure i Haendel (1685-1759), qui va compondre concerts per a orgue i orquestra.

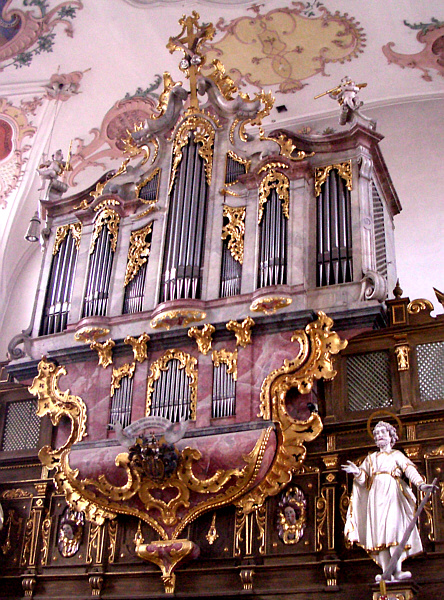
Orgue de Klosterlechfeld, Alemanya

A Alemanya l'orgue va gaudir d'una importància capital en tots els sentits. La qualitat i quantitat de les obres i el gran nombre de compositors que va haver-hi durant tot el període van fer que l'orgue tinguera ací el màxim apogeu que s'haja conegut en tota la història.
Com a França, a Alemanya va haver-hi una escola alemanya, dividida en tres grans tendències: la del nord, la del sud i la del centre. Aquesta escola va atényer el seu apogeu entre 1650 i 1750, amb els tres compositors més importants de la literatura Alemanya: Pachelbel (sud) (1653-1706), Buxtehude (nord) (1637-1707) i, sobretot, Bach (1685-1750), amb l'aportació més destacable i capital del període barroc i de tota la història.

#### Des del 1751
Després de l'època barroca i de les morts dels grans compositors que s'hi havien dedicat, l'orgue va entrar en decadència en el paper de la música de concert. Davant la indiferència dels grans compositors, va quedar limitat quasi exclusivament a la música religiosa.

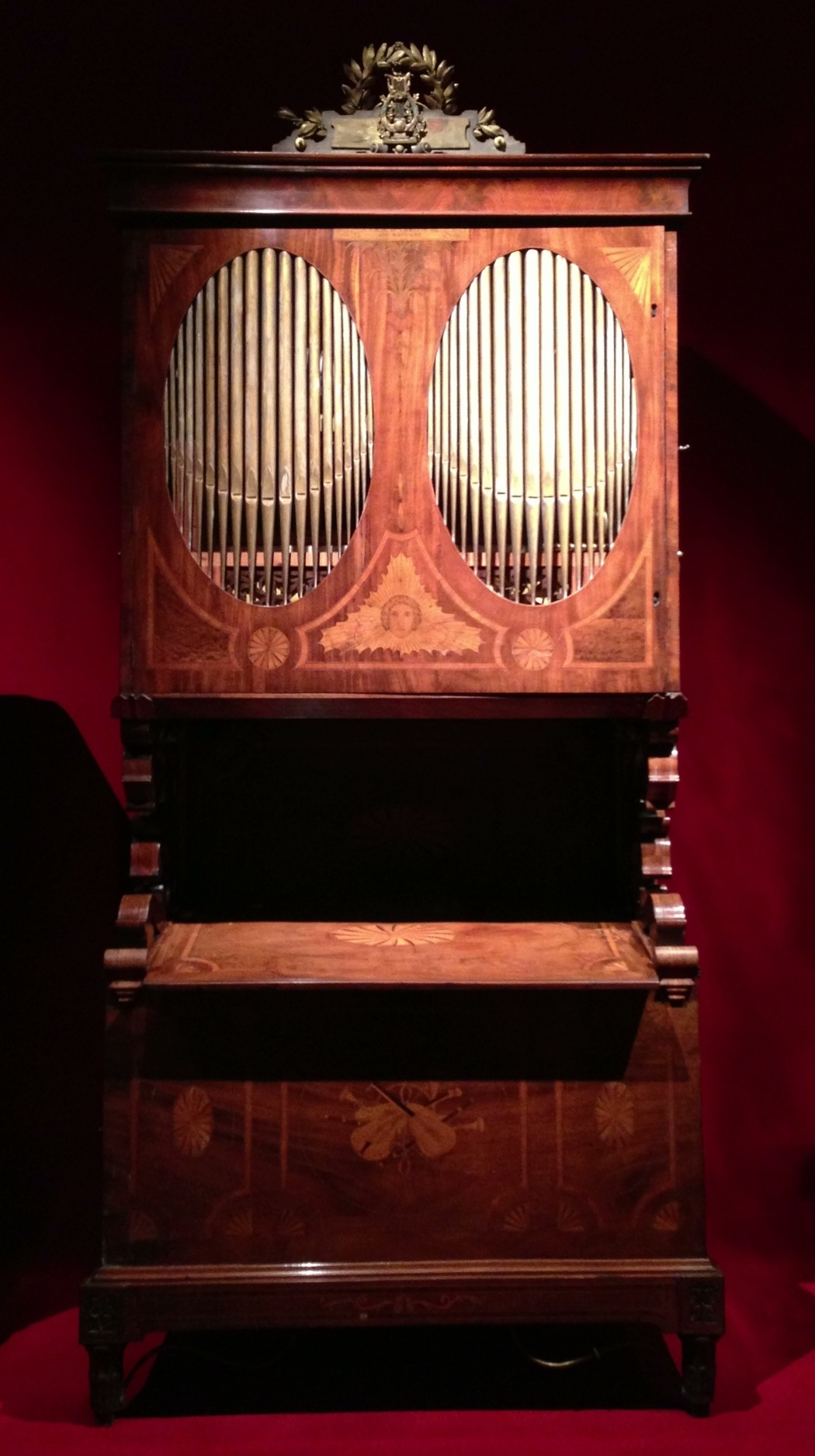
Orgue de ressort del constructor Diego Evans, al Museu de la Música de Barcelona

En el període clàssic, el gran organista anglès John Worgan va compondre obres per aquest instrument. Mozart només va compondre unes sonates i fantasies, i Haydn uns concerts per a orgue. Beethoven, per la seua banda, va ignorar l'instrument.
En el romanticisme, excepte comptades excepcions, l'orgue va continuar patint l'oblit de la major part dels grans compositors. Només Mendelssohn, Bruckner, Johannes Brahms i Franck van dedicar-li grans obres, per exemple, els corals (1897) i les sonates (1845) de Brahms i Mendelssohn respectivament.
En el segle xx l'orgue recupera una altra vegada el seu paper tant d'instrument solista com d'instrument concertant amb l'obra capital d'Olivier Messiaen (1908-1992) i el Concert d'orgue (1938) de Poulenc entre d'altres.

#### Selecció d'obres per a orgue
Barroc

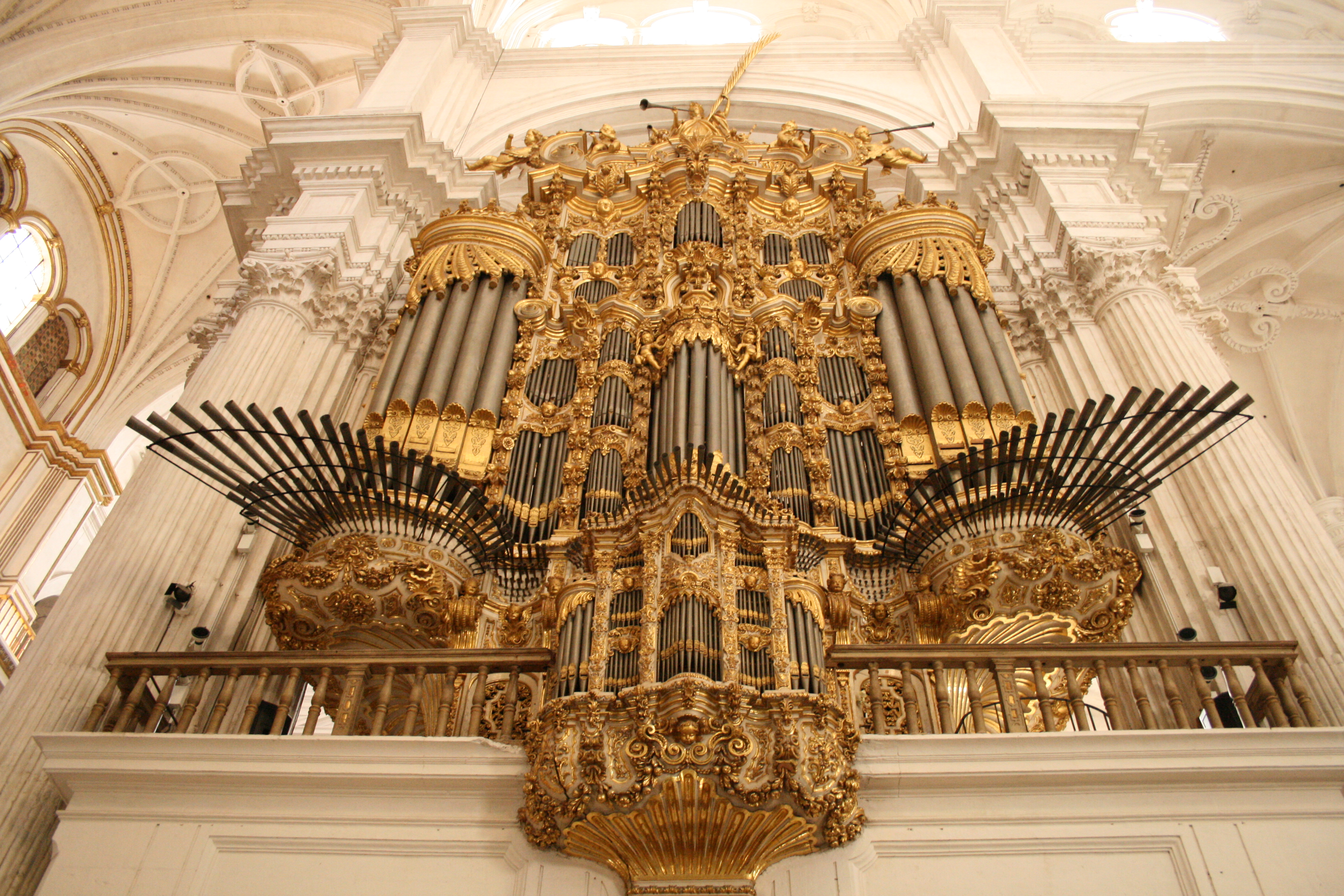
Un dels dos orgues barrocs simètrics de la catedral de Granada

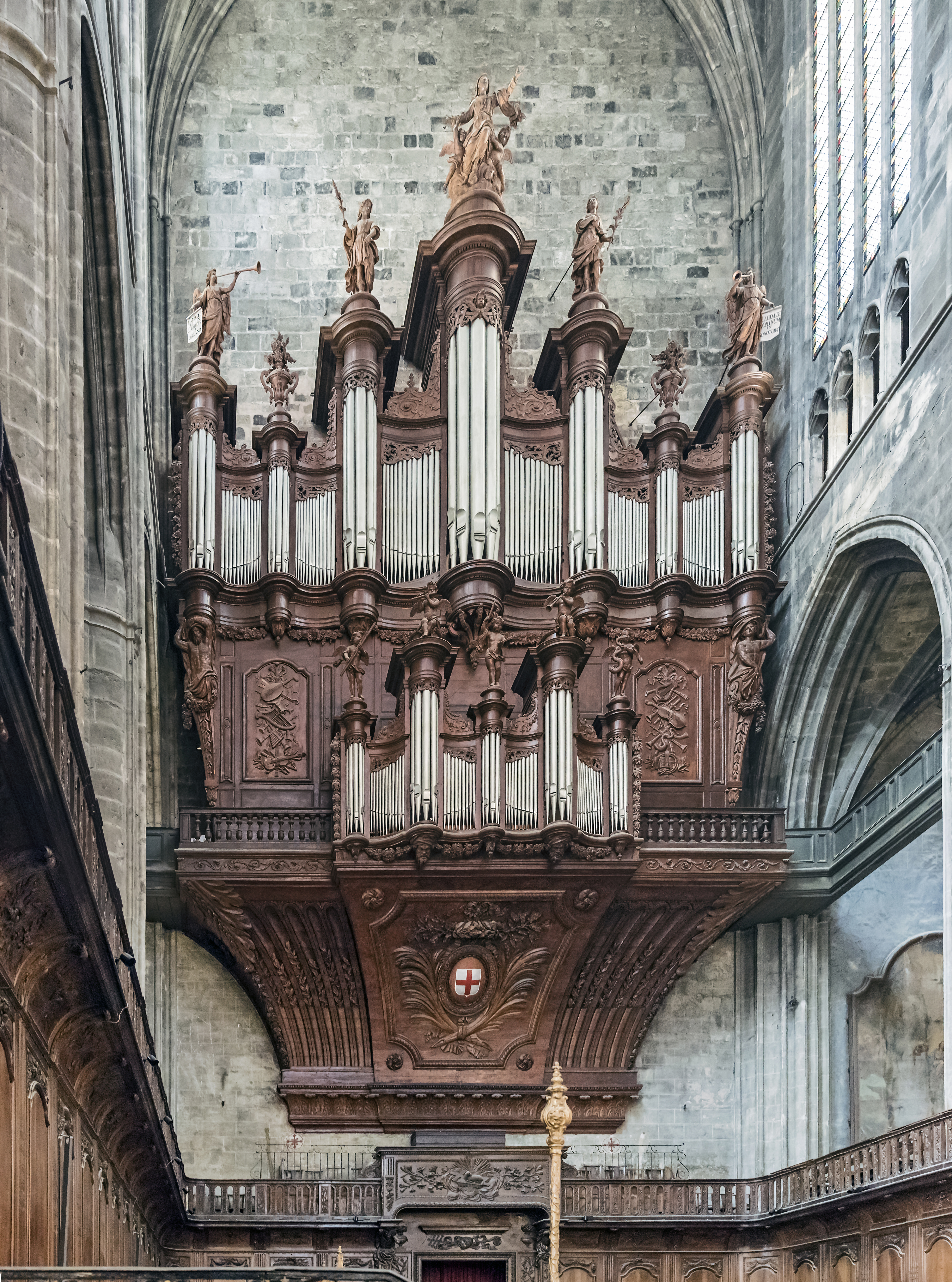
Orgue de la catedral de Narbona, (Llenguadoc)

- Fiori musicali (1635) de G. Frescobaldi (1583-1643)
- Toccate e partite (1627) de G. Frescobaldi (1583-1643)
- Fantasia coral An Wasserflüssen Babylon de J. Reiken (1623-1722)
- Preludi BuxWV 136 de D. Buxtehude (1637-1707)
- Anthems (himnes) de Henry Purcell (1659-1695)
- Preludis de Johann Pachelbel (1653-1706)
- Llibre de misses (1690) de François Couperin (1668-1733)
- Llibre d'orgue (1699) de Nicolas de Grigny (1672-1701)
- Toccata i fuga BWV 565 (1708) de J. S. Bach (1685-1750)
- Sonates BWV 525-530 (1727) de J. S. Bach (1685-1750)
- Preludis i fugas BWV 542,543,548 i 564 de J. S. Bach (1685-1750)
- Fugues BWV 575 i 578 de J. S. Bach (1685-1750)
- Pasacaglia i Fuga BWV 581 (1715?) de J. S. Bach (1685-1750)
- Exercici BWV 598 de J. S. Bach (1685-1750)
- Orgebhuvlien BWV 599-644 de J. S. Bach (1685-1750)
- Corals Schubler BWV 645-650 (1746) de J. S. Bach (1685-1750)
- 18 Corals de Leipzig BWV 651-668 de J. S. Bach (1685-1750)
- 16 Concerts per a orgue (1730) de Georg Friedrich Händel (1685-1759)
- Concerts per a dos orgues de P. A. Soler (1728-1783)
- Tres glosses sobre el cant pla a la Immaculada Concepció de Correa de Arauxo.

Clàssic
- Fantasies i sonates de W. A. Mozart (1756-1791)
- Dos concerts per a orgue de F. Haydn (1732-1809)
- Concert per a orgue de Michel Corrette (1707-1791)

Romàntic
- Sonates de Felix Mendelssohn (1809-1847)
- Preludi i fuga sobre el nom de Bach de Franz Liszt (1811-1886)
- Peces juvenils d'Anton Bruckner (1824-1896)
- Preludi, fuga i variació de César Franck
- Simfonia núm. 3 de Camille Saint-Saëns
- 10 peces (1890) d'Eugène Gigout
- Corals (1897) de Johannes Brahms (1833-1897)

Segle XX
- Concert d'orgue (1938) de Francis Poulenc (1899-1967)
- La nativité d'Olivier Messiaen (1908-1992)

### L'orgue com a acompanyant

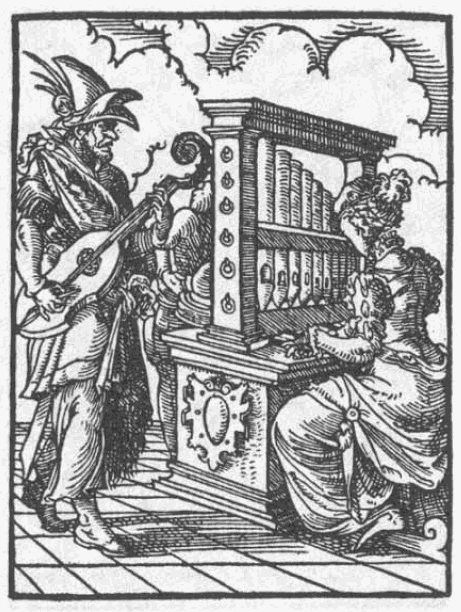
Gravat de 1568

L'orgue, a banda de ser un instrument solista, ha tingut altres facetes en les obres, com a acompanyament o realització del baix continu.
En l'edat mitjana i el renaixement, abans que es compongueren obres a orgue sol, o sigui, com a solista, s'utilitzava per a acompanyar o entonar el cant gregorià, misses, motets i peces polifòniques de Léonin i Pérotin (de l'escola de Notre-Dame), sent l'únic instrument que es podia tocar en la música religiosa.
En l'època barroca, amb l'aparició del baix continu, l'orgue, junt amb el clavicèmbal, el fagot i el llaüt adquireix una importància capital, perquè l'orgue permetia fer acords junts i allargar notes per a realitzar el baix continu. Llavors, des de 1600 fins a 1750, l'orgue està pràcticament com a part del baix continu en totes les obres vocals religioses, i també, es pot dir que en la instrumental. Tots els compositors barrocs van utilitzar la tècnica del baix continu, entre ells, Claudio Monteverdi, Jean-Baptiste Lully, Buxtehude, François Couperin, J. S. Bach, etc. Com a exemples d'obres que requerisquen el suport de l'orgue fent de baix continu es podien citar les 200 cantates sacres de J. S. Bach (1685-1750) o el Glòria RV 589 d'Antonio Vivaldi (1675-1741).
A més de la tècnica del baix continu, a l'orgue també se li va donar un paper d'acompanyant melòdic, per exemple en àries de cantates sacres de J. S. Bach o en himnes de H. Purcell (1659-1695).
En el classicisme i èpoques posteriors, amb el desús del baix continu, l'orgue recupera el paper d'acompanyant i entonador i es relega bàsicament a la música religiosa, com en algunes peces per a veu i orgue de César Franck.